# Broto
Broto és un municipi aragonès a la província d'Osca i enquadrat a la comarca del Sobrarb. El municipi forma part de la zona del Port de Otal-Cotefablo, Lloc d'Importància Comunitària. Amb forma de creu llatina (però sense el braç nord) trobem l'ermita de Sant Blas, amb carreus sense polir però ben treballats.

## Geografia

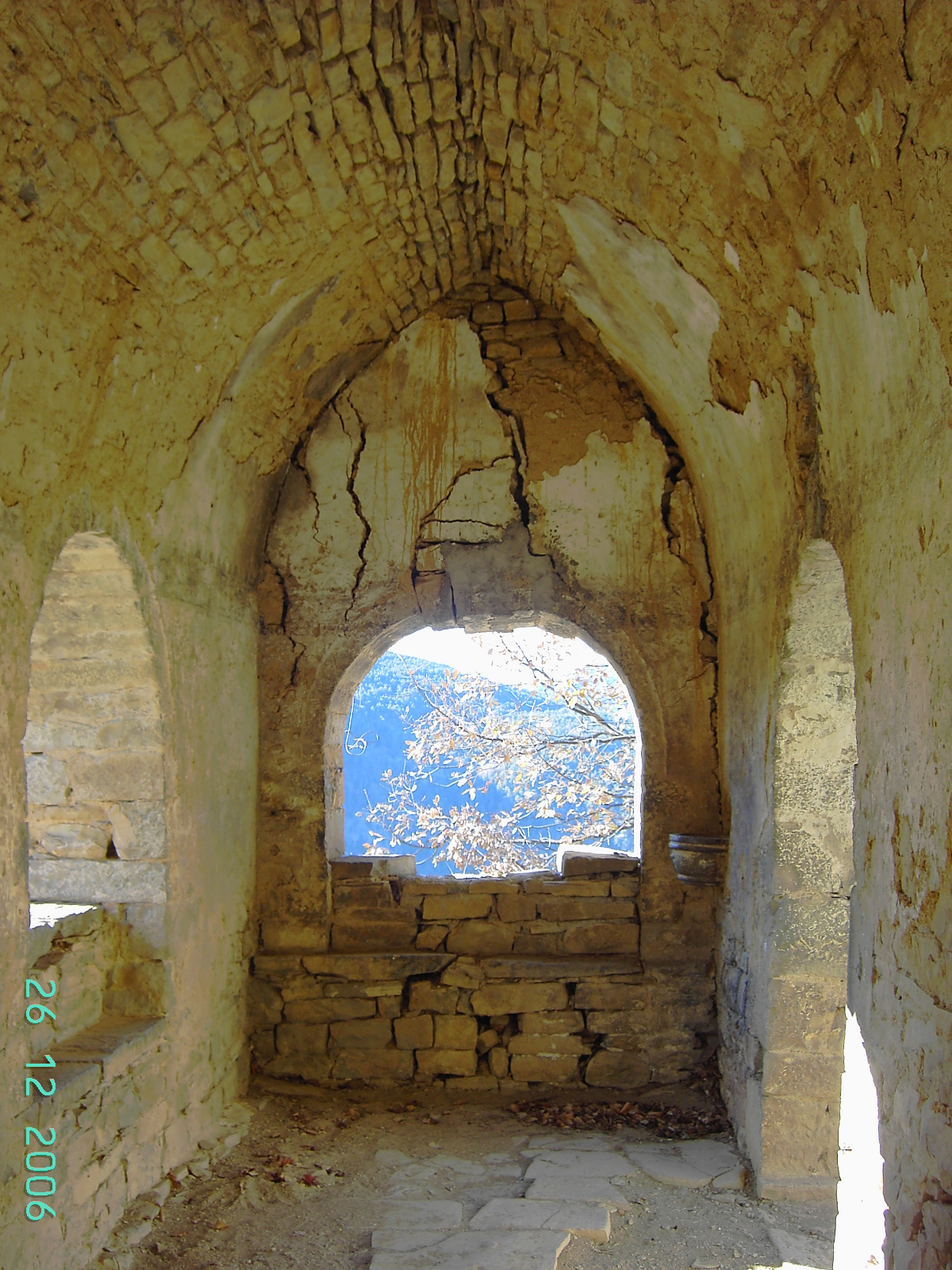
Interior del comunidor a Asín de Broto

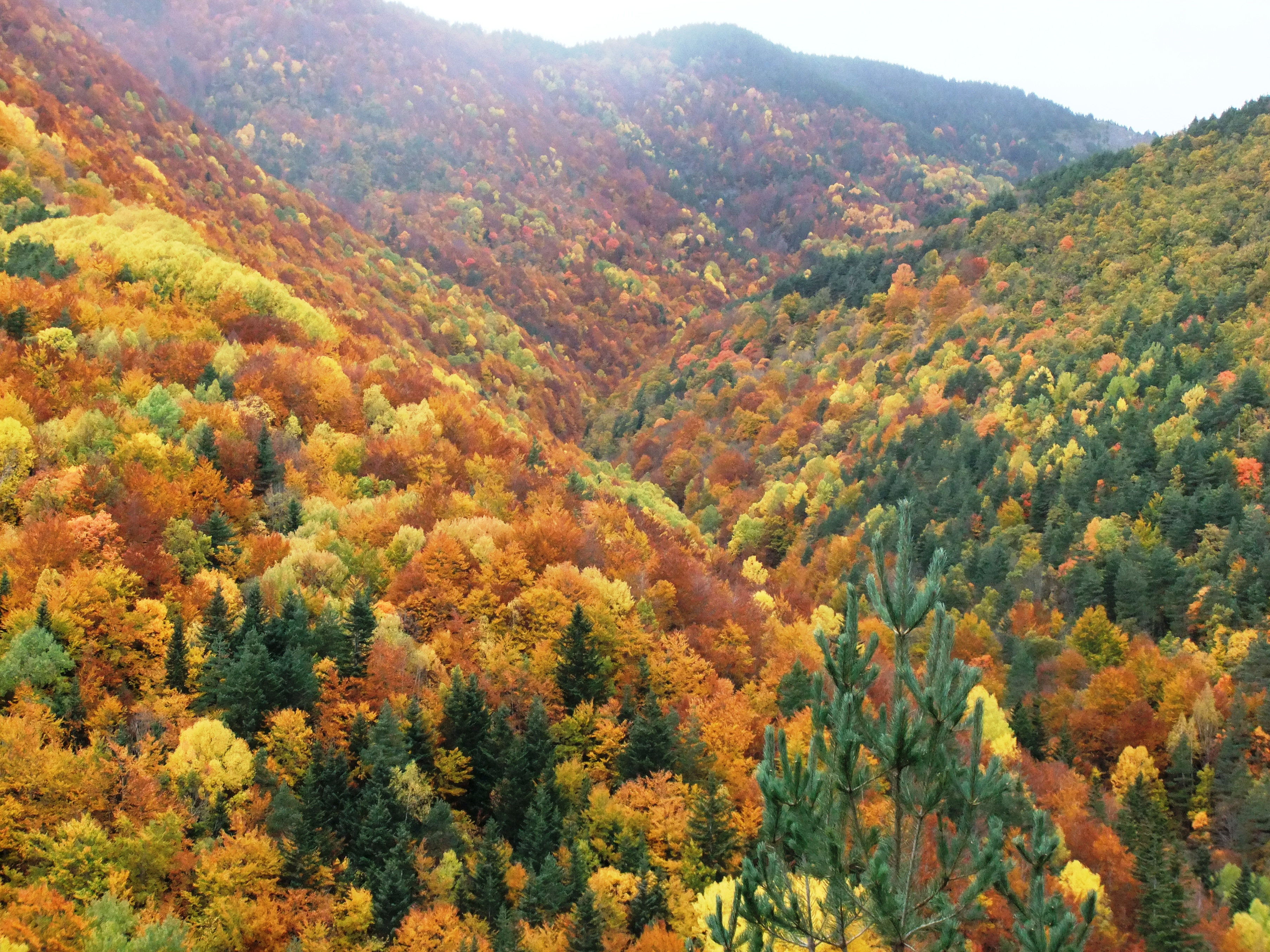
Boscos entre Fanlo i Sarvisé

La vall de Broto, de 33 quilòmetres de llargada, és una vall transversal de l'alt Pirineu aragonès, travessada pel riu Ara. Les poblacions més importants de la vall són Broto i Torla.
El turisme és la primera activitat econòmica. Les riques pastures de les muntanyes són aprofitades per la ramaderia.
El terme municipal inclou els nuclis de població de:
- Ayerbe de Broto. Està situat a 1187 metres d'altitud.[3]
- Asín de Broto. Està situat a 1187 metres sobre el nivell del mar. L'any 1991 el llogaret tenia 17 habitants. L'any 2009 hi quedaven 27 habitants. En destaca l'església romànica del segle XII.[4]
- Basarán. Llogaret deshabitat. Antigament hi vivien els monjos del monestir de San Úrbez. D'aquest monestir actualment no queda res.[5]
- Bergua. És a 1.034 metres d'altitud. L'any 1991 tenia 13 habitants.[6]
- Broto. Cap municipal. La temperatura mitjana anual és de 11,2° i la precipitació anual, 1245 mm.[7]
- Buesa. És a 1.135 metres sobre el nivell del mar. L'any 1991 el llogaret tenia 41 habitants. Un barranc serapa els tres barris d'aquesta entitat: Pueyo, Turlieto i Vita. L'església és d'estil gòtic.[8]
- Escartín. En 1980 tenia un habitant. Des de 1991 està deshabitat.[9]
- Otal. Està situat a 1465 metres sobre el nivell del mar. L'any 1980 el llogaret tenia 4 habitants.[10]
- Oto. És a 913 metres d'altitud, a un quilòmetre de Broto dalt d'un turonet. L'any 1991 tenia 92 habitants.[11]
- Sarvisé (Saruiset). L'any 1991 tenia 101 habitants. Està situat a 913 metres sobre el nivell del mar.[12]
- Yosa. És a 1.361 metres d'altitud, a la vall de la Garcipollera. L'any 1980 tenia 2 habitants. Actualment deshabitat.[13]

## Veïns destacats
- Antoni Sesé i Artaso (1895-1937), dirigent comunista català, nasqué a Broto.